# Paralimnophila (Paralimnophila) isolata
Paralimnophila (Paralimnophila) isolata is een tweevleugelige uit de familie steltmuggen (Limoniidae). De soort komt voor in het Australaziatisch gebied.